# Lolland-Falster

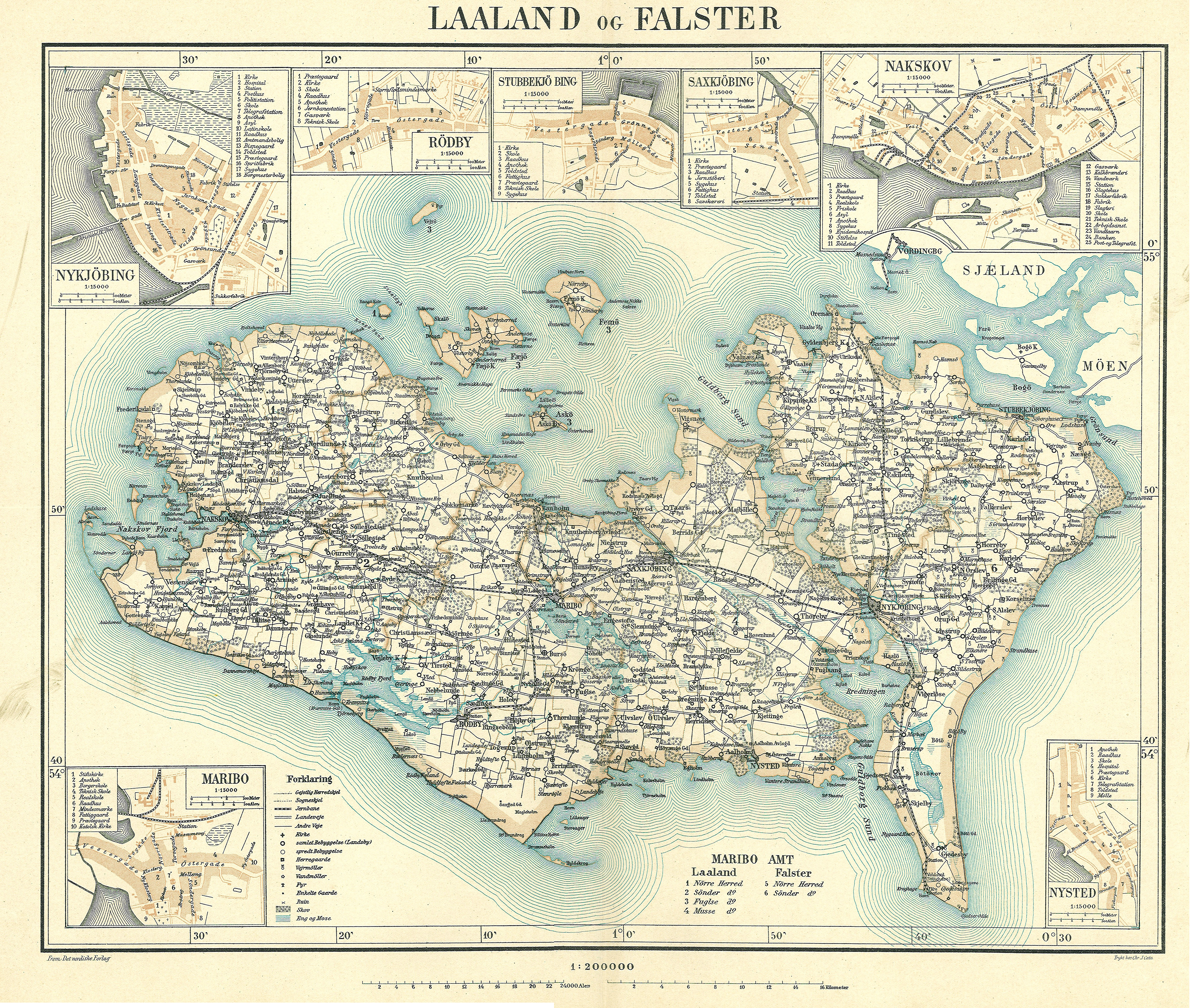
Lolland en Falster op een kaart van ca. 1900.

Lolland-Falster is de aanduiding voor de twee Deense eilanden in de westelijke Oostzee genaamd Lolland en Falster.
De twee eilanden worden in Denemarken veelal als regio in één adem genoemd. Enkele voorbeelden hiervan zijn:
- Lolland-Falster Lufthavn (Luchthaven)
- Lolland-Falster Stift (Decanaat)
- Lolland-Falster serie (voetbal)
- Lolland-Falsters Boldspil-Union (Voetbalbond)
- Lolland-Falsters Folketidende (Krant)

Ook in de volksmond worden de twee eilanden zelden apart genoemd, maar als één begrip aangeduid.

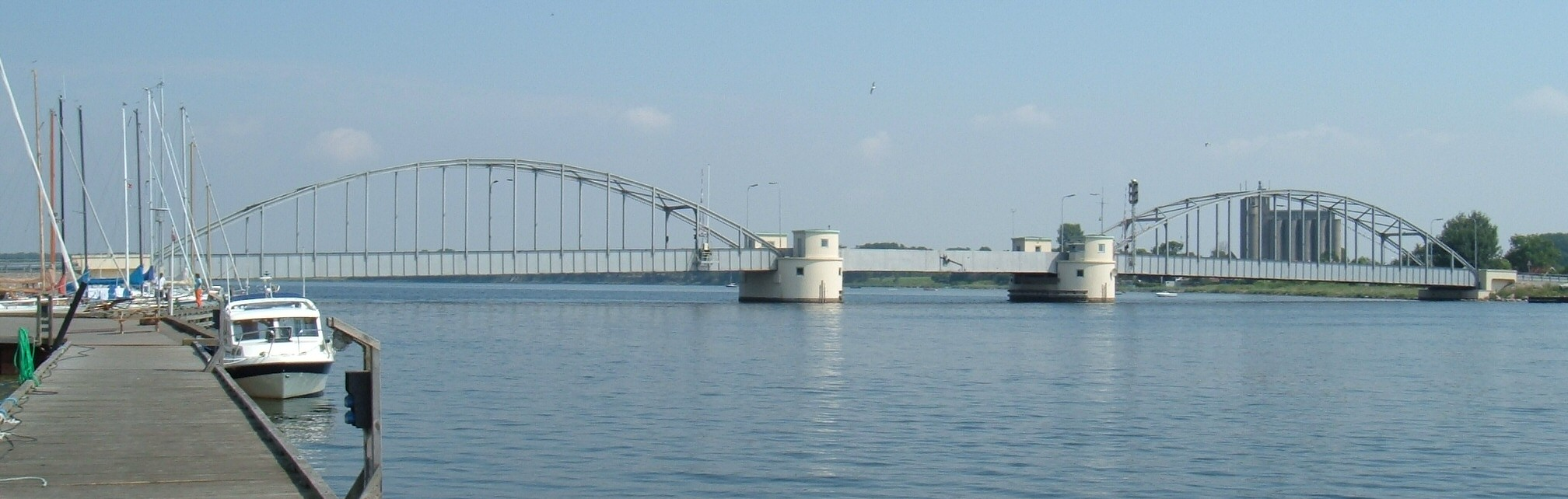
Guldborgsundsbrug

De twee eilanden zijn gescheiden door een smalle zeestraat genaamd Guldborgsund met Lolland in het westen en Falster in het oosten. De straat heeft drie oeververbindingen: twee bruggen en een tunnel, van de Guldborgsundbrug (weg) bij Guldborg in het noorden, de Guldborgsundtunnel voor de Sydmotorvejen (E47), tot de Frederik IX-brug (weg/spoor) bij Nykøbing Falster in het zuiden.

## Plaatsen op Lolland-Falster
| Lolland | Falster                                                                                        |
| --- | ---------------------------------------------------------------------------------------------- |
| - Bandholm - Grænge - Holeby - Maribo - Nakskov - Nysted - Rødby - Rødbyhavn - Sakskøbing - Sundby - Søllested - Øster Toreby | - Eskilstrup - Gedser - Idestrup - Nykøbing Falster - Nørre Alslev - Stubbekøbing - Væggerløse |